# Filoksenos z Eretrii

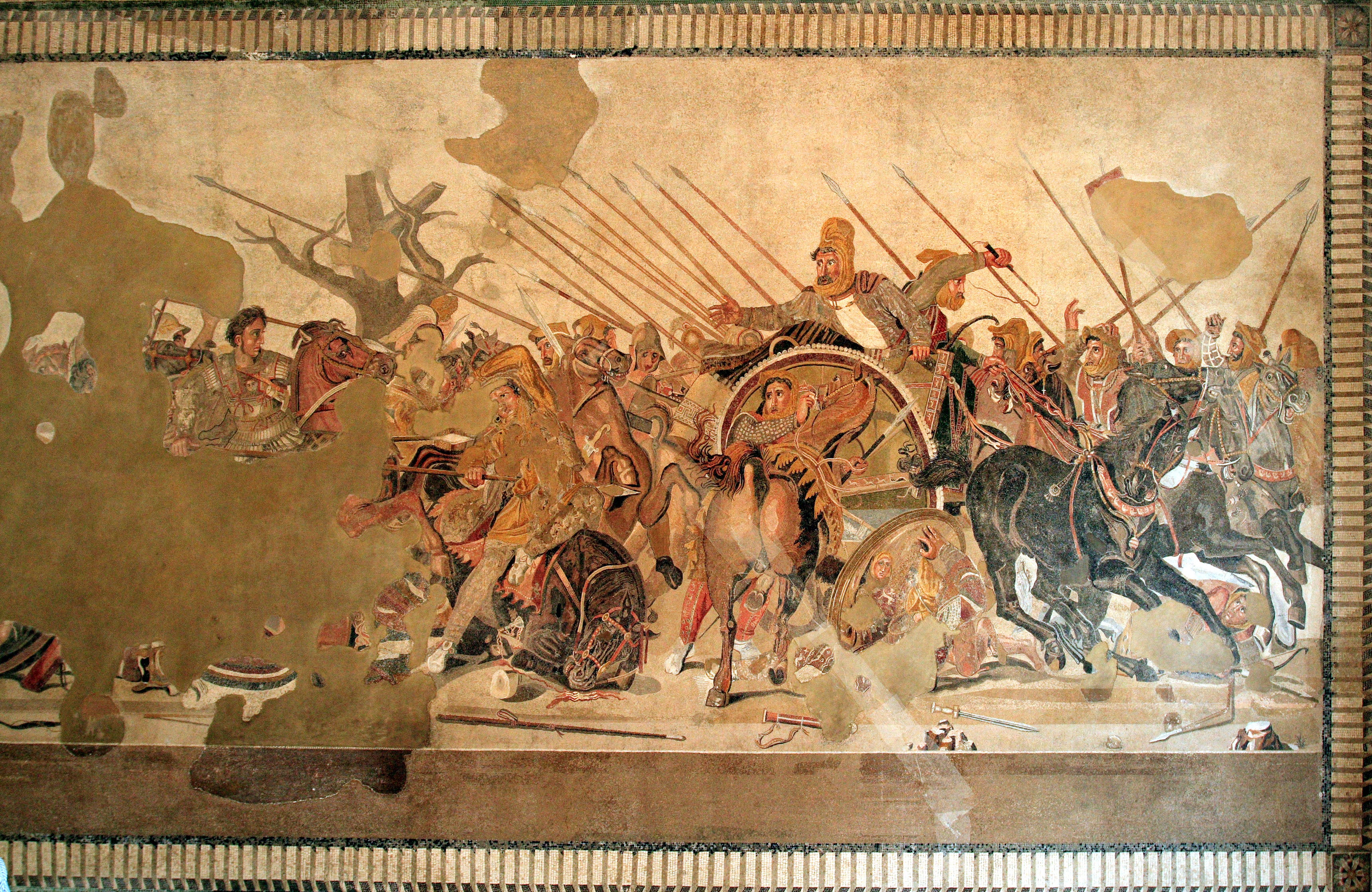
Pompejańska mozaika z przedstawieniem bitwy pod Issos – prawdopodobna kopia obrazu Filoksenosa

Filoksenos z Eretrii – malarz grecki ze szkoły attyckiej, uczeń Nikomachosa, aktywny w końcu IV wieku p.n.e.
W starożytności miał opinię twórcy malującego niezwykle szybko, był mistrzem szybkiej i szkicowej techniki malarskiej (pictura compendiaria). Na zamówienie władcy Macedonii Kassandra namalował bitwę Aleksandra Wielkiego z Dariuszem pod Issos. Obraz ten powstał zapewne w latach 305-297 p.n.e. Kompozycję zaginionego oryginału przypuszczalnie powtarza znane rzymskie mozaikowe wyobrażenie z Pompejów.